# ホセ・マリア・ナポレオン

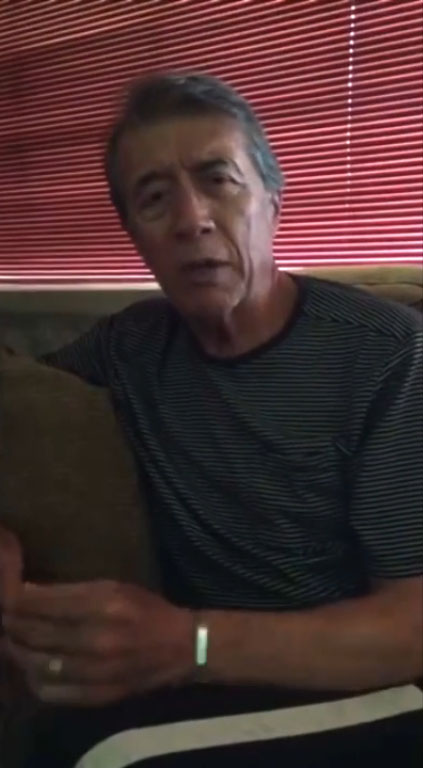
ホセ・マリア・ナポレオン

ホセ・マリア・ナポレオン・ルイス・ナルバエズ、別名「エル・ポエタ・デ・ラ・カンシオン」（1948年8月18日、メキシコ、アグアスカリエンテス）は、メキシコのシンガーソングライターです。